# Carl's Corner, Texas
Carl's Corner là một thị trấn thuộc quận Hill, tiểu bang Texas, Hoa Kỳ. Năm 2010, dân số của thị trấn này là 173 người.

## Dân số
- Dân số năm 2000: 134 người.
- Dân số năm 2010: 173 người.